# Diocèse de Niigata

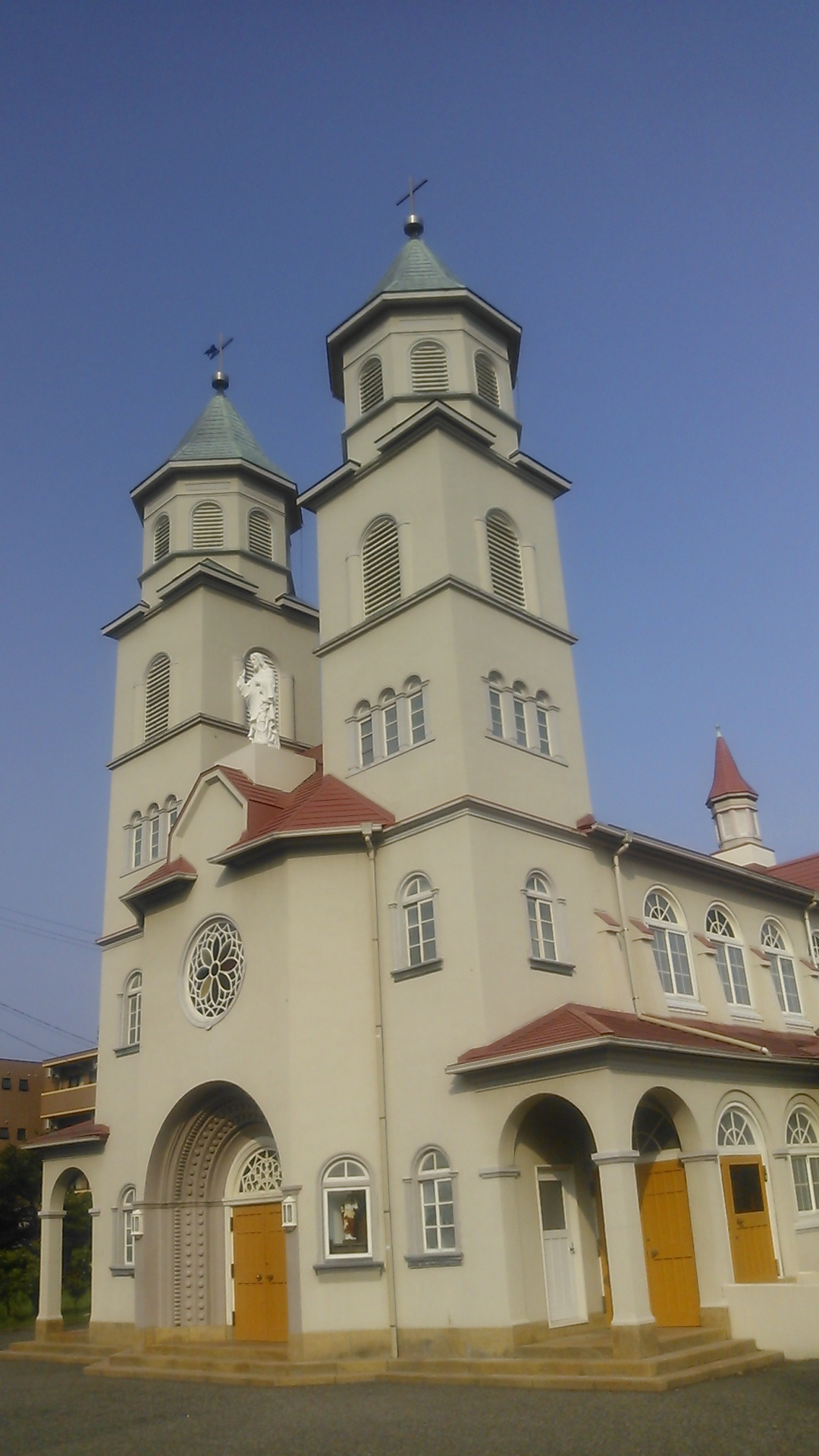
Cathédrale du Christ-Roi de Niigata.

Le diocèse de Niigata (Dioecesis Niigataensis) est un siège de l'Église catholique du Japon, suffragant de l'archidiocèse de Tokyo. En 2013, il comptait 7 237 baptisés pour 4 610 854 habitants. 

## Territoire
Son territoire comprend les préfectures de Niigata, Yamagata et d'Akita.
Le siège épiscopal est à Niigata où se trouve la cathédrale du Christ-Roi.
Le diocèse est subdivisé en 31 paroisses.

## Histoire
La préfecture apostolique de Niigata est érigée le 13 août 1912, recevant son territoire du diocèse d'Hakodaté (aujourd'hui diocèse de Sendai). Elle est confiée aux verbistes.
Le 18 février 1922, il cède une portion de territoire à l'avantage de la nouvelle préfecture apostolique de Nagoya (aujourd'hui diocèse).
Le 16 avril 1962, elle est élevée au rang de diocèse par la bulle Sicut provido de Jean XXIII.

## Ordinaires
- Joseph Reiners SVD, 13 août 1912-28 juin 1926 (nommé préfet apostolique de Nagoya)
- Anton Ceska SVD, 28 juin 1926-1941 (décédé)
- Petrus Magoshiro Matsuoka, 1941-1953
- Johannes Tokisude Noda, 13 mars 1953-11 octobre 1961 (décédé)
- Jean Shojiro Ito (ru), 16 avril 1962-9 mars 1985
- Franciscus Keiichi Sato OFM, 9 mars 1985-14 mai 2004
- Tarcisio Isao Kikuchi SVD, 29 avril 2004-25 octobre 2017 (nommé archevêque de Tokyo)
- Paul Daisuke Narui (en), depuis le 31 mai 2020

## Statistiques
- En 2013, le diocèse comptait 7 237 baptisés pour 4 610 854 habitants (0,2%), 37 prêtres dont 19 réguliers, 21 religieux et 64 religieuses dans 31 paroisses[1].